# أراكاس
أراكاس بلدية في ولاية باهيا في المنطقة الشمالية الشرقية من البرازيل.